# Museo Zoológico Tadas Ivanauskas
El Museo Zoológico Tadas Ivanauskas fue fundado en Kaunas, Lituania, en 1919 por Tadas Ivanauskas (1882–1970). 
El museo colecciona y exhibe varios animales: trofeos de caza, animales taxidermizados, colecciones de insectos, esqueletos, disecciones. También es una institución educativa y de investigación que tiene cuatro sucursales: estaciones de anillamiento de aves en el cabo Ventė y Juodkrantė, reservas naturales en el pantano de Čepkeliai y el lago Žuvintas.